# بلانکنز
بلانکنز (به آلمانی: Hamburg-Blankenese) یک منطقهٔ مسکونی در آلمان است که در التونا، هامبورگ واقع شده‌است. بلانکنز ۱۳٬۰۱۱ نفر جمعیت دارد.

## نگارخانه

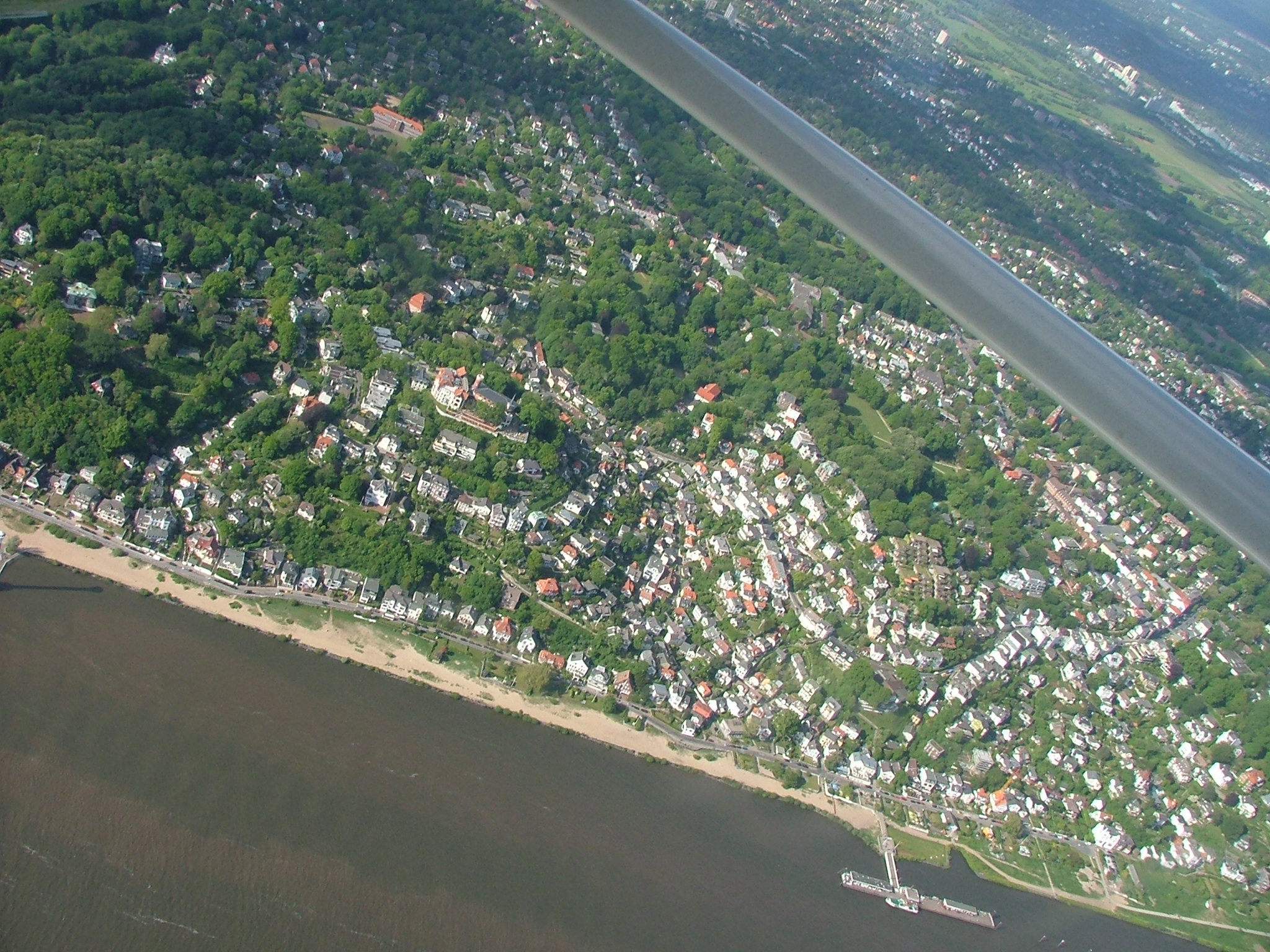
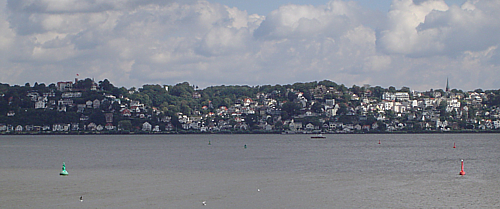
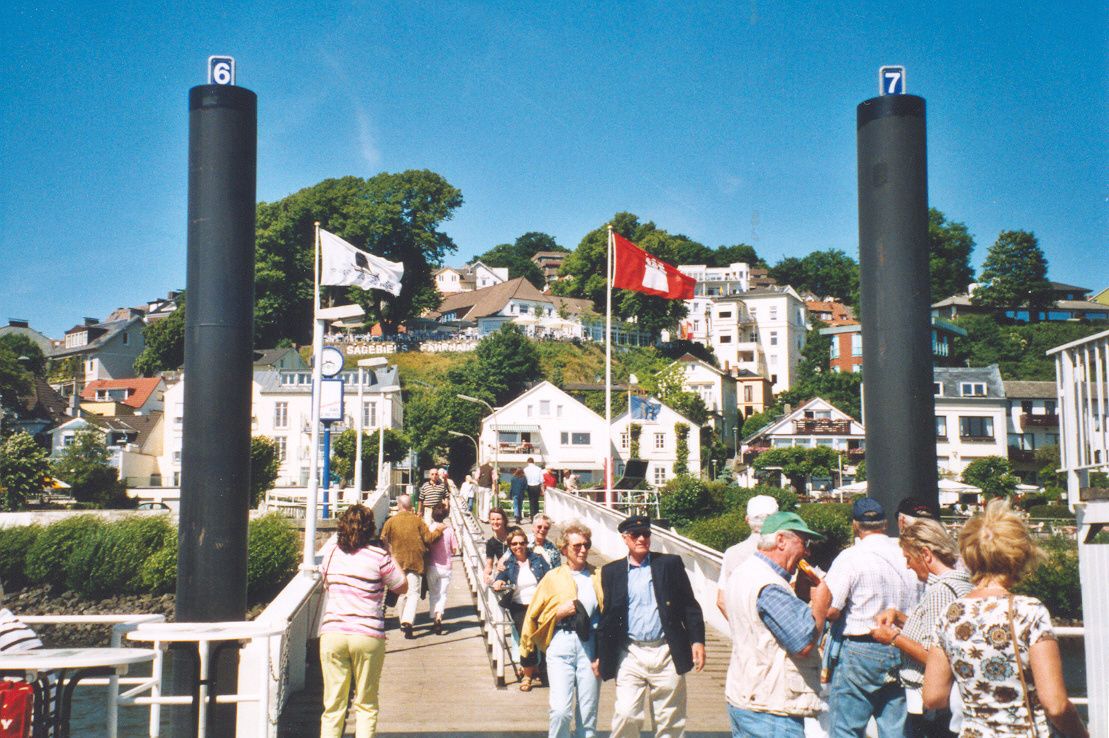
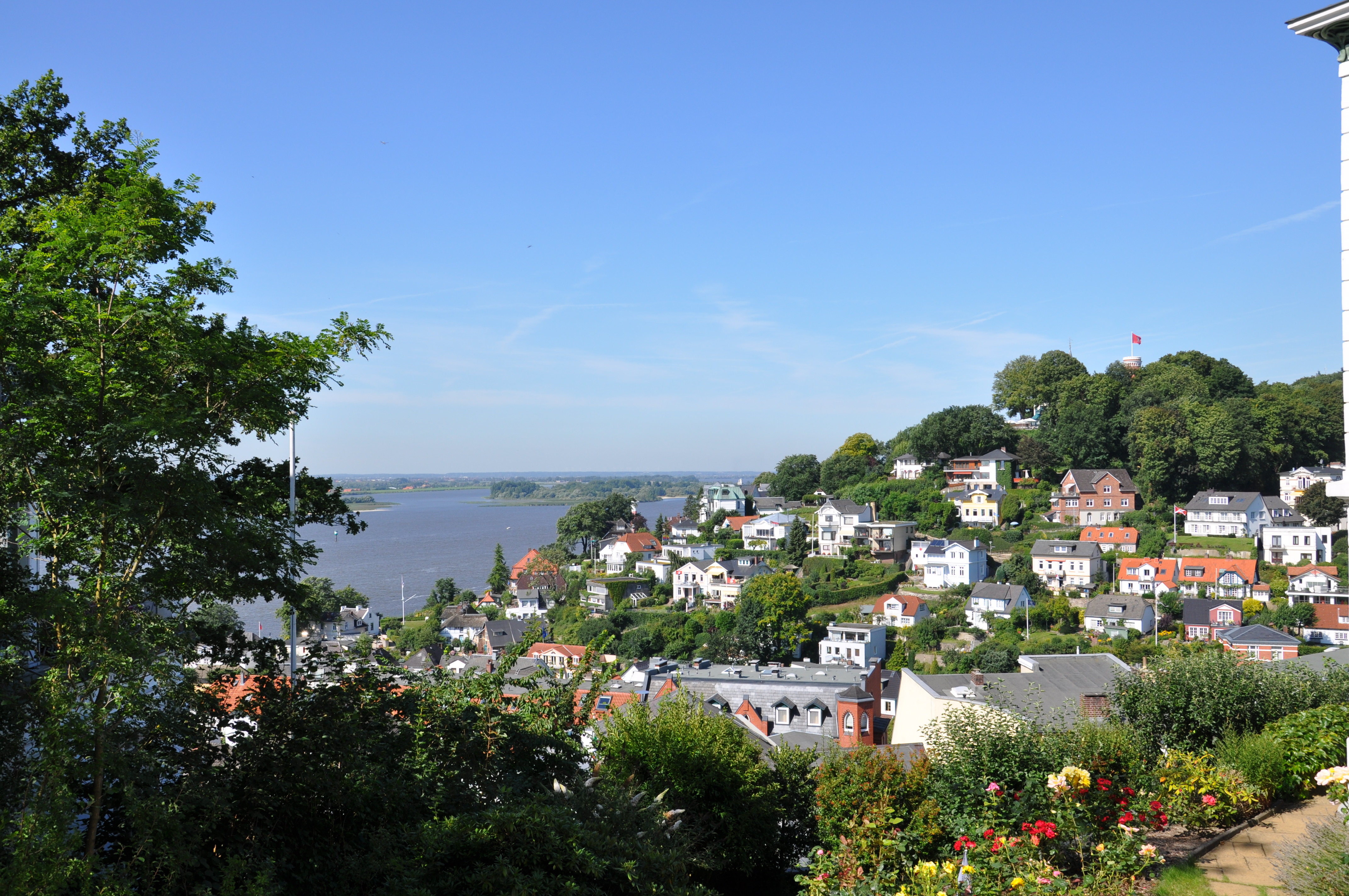
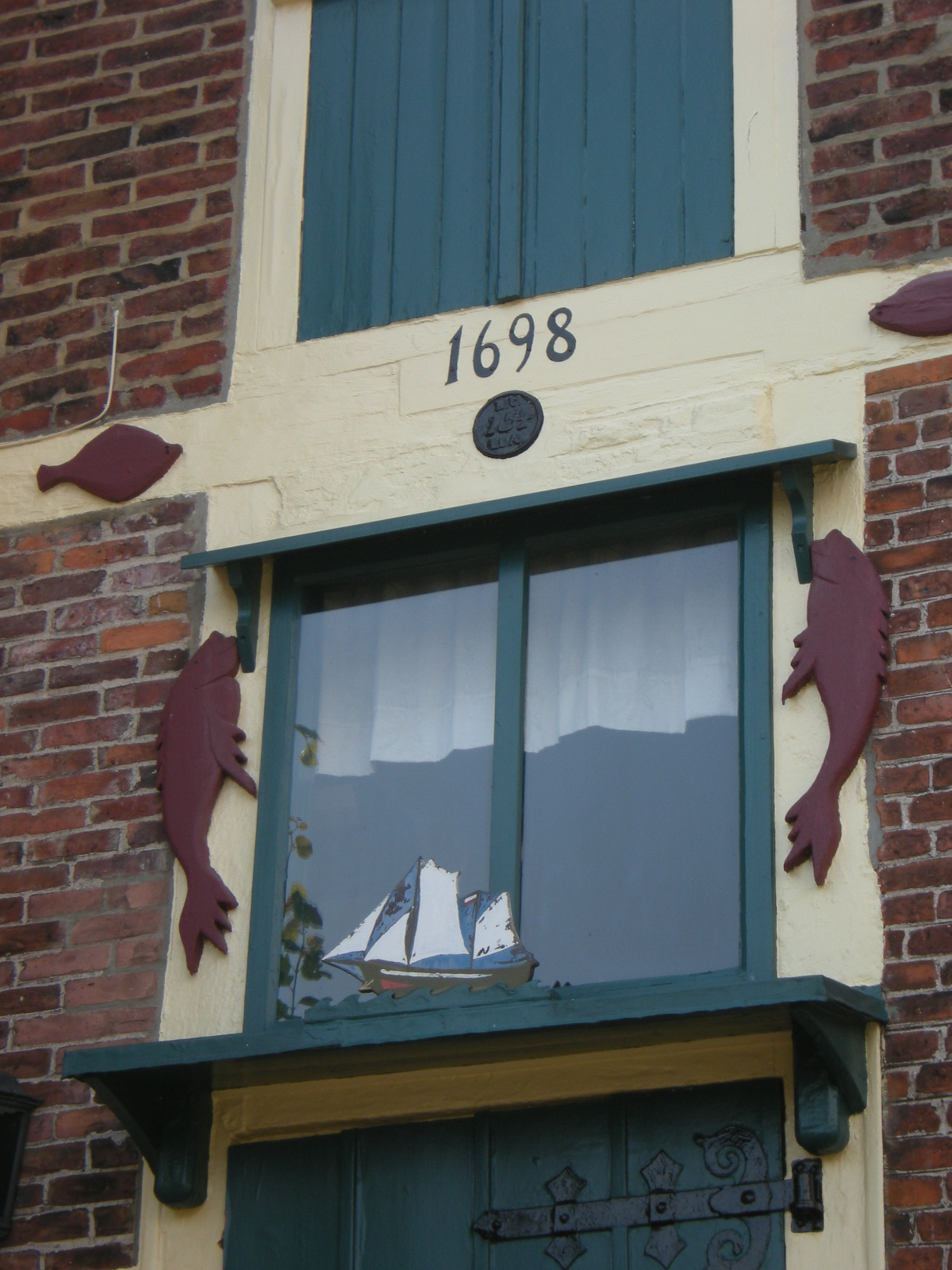